# Unione Sportiva Palmese 1982-1983
Questa voce raccoglie le informazioni riguardanti l'Unione Sportiva Palmese nelle competizioni ufficiali della stagione 1982-1983.

## Rosa
| N. |                   | Ruolo | Calciatore           |
| -- | ----------------- | ----- | -------------------- |
| -  | Italia (bandiera) | D     | Giuseppe Alfieri     |
| -  | Italia (bandiera) | C     | Angelo Cangianiello  |
| -  | Italia (bandiera) |       | Caputo               |
| -  | Italia (bandiera) | A     | Andrea Castaldo      |
| -  | Italia (bandiera) | C     | Vincenzo Ciccone     |
| -  | Italia (bandiera) | D     | Enrico D'Arco        |
| -  | Italia (bandiera) | D     | Franco Della Corte   |
| -  | Italia (bandiera) | D     | Domenico Di Corato   |
| -  | Italia (bandiera) | C     | Giuseppe Di Emanuele |
| -  | Italia (bandiera) | C     | Salvatore Esposito   |
| -  | Italia (bandiera) | A     | Marco Fabrizi        |
| -  | Italia (bandiera) | A     | Biagio Ferrara       |

| N. |                   | Ruolo | Calciatore           |
| -- | ----------------- | ----- | -------------------- |
| -  | Italia (bandiera) |       | Florenzano           |
| -  | Italia (bandiera) | A     | Riccardo Giuntini    |
| -  | Italia (bandiera) | D     | Pietro Lauri         |
| -  | Italia (bandiera) | C     | Giuseppe Mecca       |
| -  | Italia (bandiera) | D     | Antonio Molisso      |
| -  | Italia (bandiera) | C     | Luigi Nuoto          |
| -  | Italia (bandiera) | C     | Maurizio Pierelli    |
| -  | Italia (bandiera) | P     | Claudio Pirone       |
| -  | Italia (bandiera) | C     | Vincenzo Sicuranza   |
| -  | Italia (bandiera) | P     | Domenico Torre       |
| -  | Italia (bandiera) | A     | Ferdinando Traettino |